# Station Buggenum
Station Buggenum is een voormalige stopplaats aan de IJzeren Rijn (lijn Weert-Roermond). De stopplaats werd geopend op 16 april 1900, en de sluiting vond plaats in het jaar 1942.
Het stationsgebouwtje is gesloopt.
55: Budel ·
64: Weert ·
73: Kelpen ·
77: Baexem-Heythuysen ·
Haelen ·
Buggenum ·
88: Roermond ·
94: Melick-Herkenbosch ·
102: Vlodrop
Beek-Elsloo ·
Blerick · 
Bunde · 
Chevremont · 
Echt ·
Eijsden ·
Eygelshoven ·
-Markt · 
Geleen:
-Lutterade · 
-Oost · 
Heerlen ·
-Woonboulevard ·
Hoensbroek · 
Horst-Sevenum · 
Houthem-Sint Gerlach · 
Kerkrade Centrum ·
Klimmen-Ransdaal · 
Landgraaf · 
Maastricht ·
-Noord · 
-Randwyck · 
Meerssen ·
Mook-Molenhoek ·
Nuth · 
Reuver · 
Roermond ·
Schin op Geul · 
Schinnen · 
Sittard · 
Spaubeek · 
Susteren · 
Swalmen · 
Tegelen · 
Valkenburg · 
Venlo · 
Venray ·
Voerendaal · 
Weert
Voormalige stations: zie de lijst van voormalige spoorwegstations in Limburg (Nederland)